# حمدي قرعان
حمدي قرعان عضو في الجبهة الشعبية لتحرير فلسطين. برز عندما كان أحد أربعة أفراد من الجبهة الشعبية لتحرير فلسطين الذين اغتالوا رحبعام زئيفي وزير السياحة الإسرائيلي في 17 أكتوبر 2001. في عام 2002 حكمت السلطة الوطنية الفلسطينية على قرعان بالسجن ثمانية عشر عاما لارتكاب الجريمة وسجن في سجن أريحا تحت إشراف حراس بريطانيين وأمريكيين بموجب اتفاق تم التوصل إليه بين رئيس الولايات المتحدة جورج دبليو بوش ورئيس وزراء إسرائيل أرئيل شارون في أبريل 2002.
في أوائل عام 2006 أعلنت حكومة حماس المنتخبة حديثا عزمها على الإفراج عن قاتلي زئيفي. أزيل المشرفون الأمريكيون والبريطانيون الذين كانوا يحرسون السجناء الفلسطينيين في سجن أريحا بسبب مخاوف تتعلق بالسلامة في 14 مارس 2006 وفي اليوم نفسه حاصر الجيش الإسرائيلي السجن في معركة سجن أريحا لأخذ قرعان وخمسة سجناء أمنيين آخرين. حكمت محكمة إسرائيلية على قرعان بالسجن مدى الحياة لقتلة زئيفي وأعطي 100 سنة للآخرين الذين أطلقوا النار والتفجيرات الأخرى ضد الإسرائيليين.